# Alsomitra macrocarpa
Az Alsomitra macrocarpa a tökvirágúak (Cucurbitales) rendjébe, ezen belül a tökfélék (Cucurbitaceae) családjába tartozó faj.

## Rendszertani besorolása
Ezt a növényfajt először 1825-ben Carl Ludwig Blume német-holland botanikus írta le, illetve nevezte meg; ekkortájt Zanonia macrocarpa néven. A típuspéldány az indonéziai Jáva szigeten levő Parang-hegységről származott. 1843-ban, Max Joseph Roemer német botanikus Alsomitra macrocarpa név alatt kiadott egy írást e tökféléről. 1881-ben Alfred Cogniaux belga botanikus Macrozanonia macrocarpa névre nevezte át, azonban manapság Roemer által adott név van érvényben.

## Előfordulása
Az Alsomitra macrocarpa egy trópusi tökféle, mely a Maláj-félszigeten és Indonézia néhány szigetén fordul elő.

## Megjelenése
Ennek a növényfajnak a termése körülbelül 30 centiméter átmérőjű gömb. Amikor megérik, a termés alja lehull, és szabadon ereszti az óriás magvakat, melyek siklószárnnyal rendelkeznek. A szárnyfesztávolság 13 centiméteres, és annak segítségével a mag messzire elkerül a szülőnövénytől.

## Rajzok a termésekről

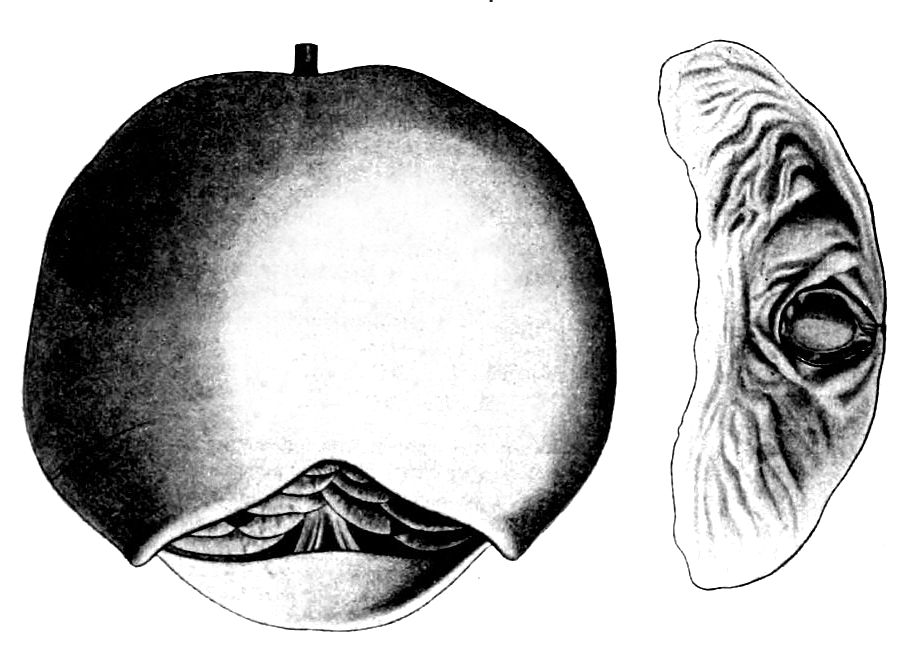
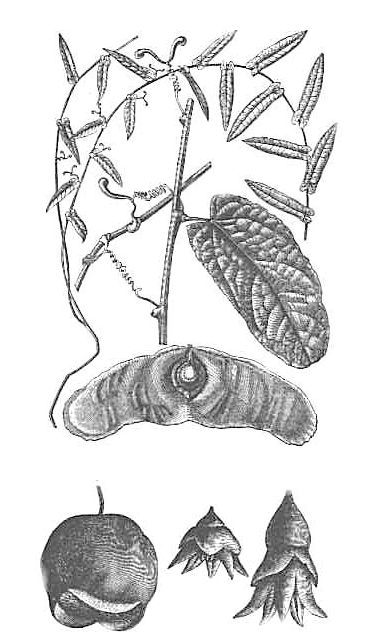
és a növény különböző részeiről

## Fordítás
- Ez a szócikk részben vagy egészben  az   Alsomitra macrocarpa című angol Wikipédia-szócikk ezen változatának fordításán alapul.  Az eredeti cikk szerkesztőit annak laptörténete sorolja fel. Ez a jelzés csupán a megfogalmazás eredetét és a szerzői jogokat jelzi, nem szolgál a cikkben szereplő információk forrásmegjelöléseként.